# Taurus 82
 (décembre 2020).
Si vous disposez d'ouvrages ou d'articles de référence ou si vous connaissez des sites web de qualité traitant du thème abordé ici, merci de compléter l'article en donnant les références utiles à sa vérifiabilité et en les liant à la section « Notes et références ».

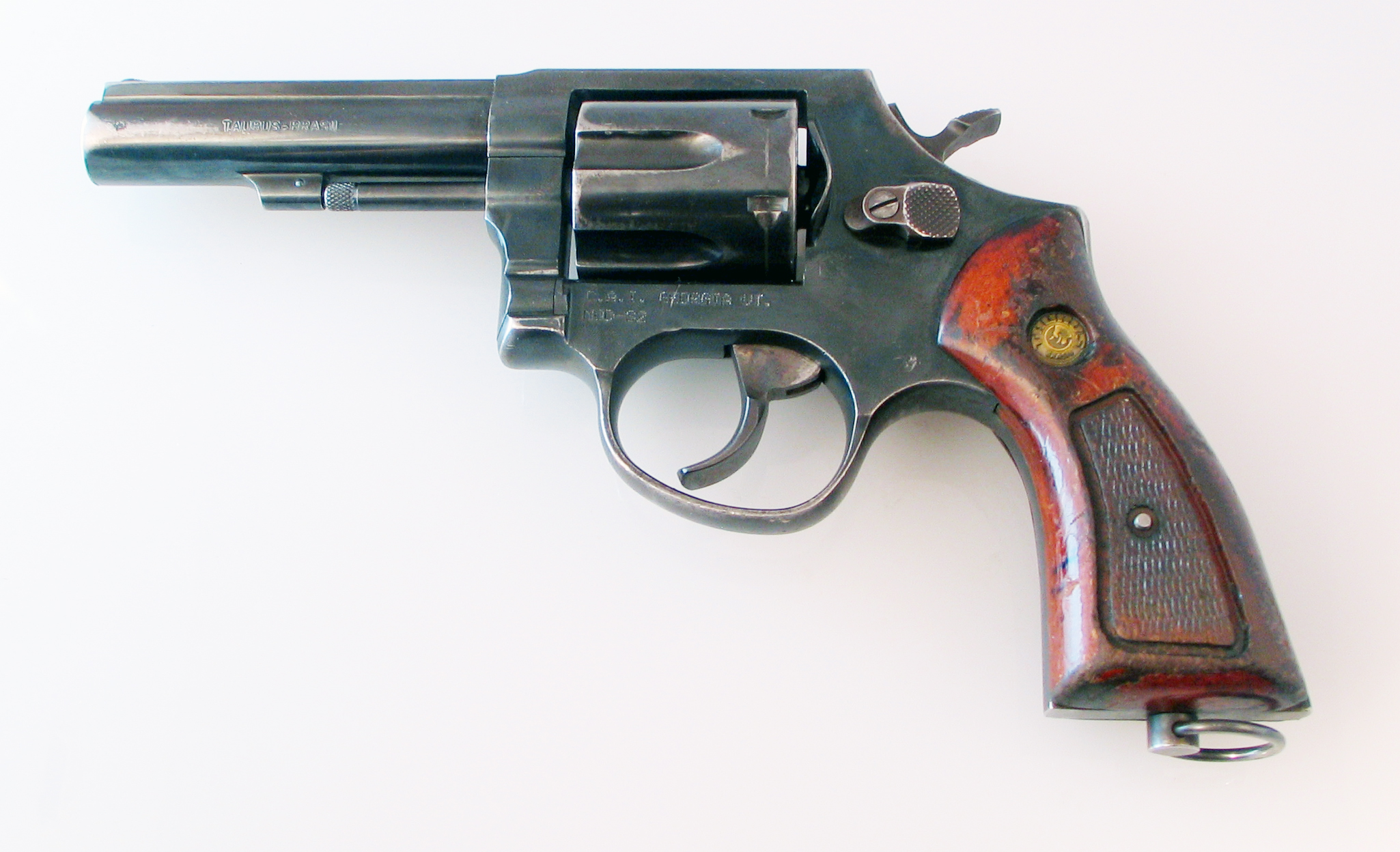
Le Taurus 82 1er modèle (1982-2005)

Le revolver brésilien Taurus 82 est une variation du S&W M&P dont la fabrication par Forjas Taurus SA dure depuis 1982. 

## Fiche technique
- Munition : .38 Special
- Versions
  - 1er modèle (1982-2005) : canon sans renfort pour la tige d'éjection, plaquette de crosse en bois exotique
  - 2e modèle (depuis 2005) : canon avec renfort long pour la tige d'éjection, poignée en élastomère.
- Fonctionnement : double action
- Visée : mire métallique
- Matériaux : acier/acier inoxydable
- Longueur du canon : 75 ou 100 mm
- Longueur totale : 235 mm (avec canon de 100 mm)
- Masse de l'arme vide : 
  - 1er modèle (1982-2005) : 850-880 G
  - 2e modèle (depuis 2005) : 1 020 g (avec canon de 100 mm)
- Barillet : 6 coups
- Usage : Police

## Diffusion
Le  révolver Taurus modèle 82 arma les policiers brésiliens (avant d'être remplacé par des Taurus PT 100), les carabiniers chiliens. Il équipe aussi les officiers en tenue de la police indonésienne à l'exception des membres de la Brigade Mobil et ceux du Détachement spécial 88 qui ont choisi le Glock 17
Il fut vendu en grand nombre en Europe (notamment à des polices municipales en France) et aux États-Unis sur le marché de la défense personnelle.